# Jacques Culot
Jacques Culot (Mont-sur-Marchienne, 5 augustus 1933) is een gewezen Belgisch voetballer. Hij voetbalde in de jaren 1950 en '60 voor onder meer Sporting Charleroi en RSC Anderlecht.

## Carrière
Jacques Culot groeide op in Mont-sur-Marchienne, een deelgemeente van Charleroi. Op 12-jarige leeftijd sloot de grote verdediger zich aan bij Sporting Charleroi. Precies 5 jaar later maakte hij zijn debuut op het hoogste niveau. Met de Zebra's streed hij jaarlijks om het behoud. Culot nam dat strijden vaak letterlijk. De struise linksachter stond bekend als een bikkelharde verdediger die niet verlegen zat om een zware overtreding. Het leverde hem de bijnaam "De Beenhouwer" op.
In 1955 stapte Culot over naar RSC Anderlecht, waar hij een ploegmaat werd van onder meer Jef Mermans, Jef Jurion, Martin Lippens en Felix Week. Culot trad bij Anderlecht in de voetsporen van linksachter Arsène Vaillant. In zijn eerste seizoen werd de Henegouwer met paars-wit meteen kampioen. Ook in 1959 veroverde hij met Anderlecht de landstitel. Ook in de hoofdstad viel op dat Culot fysiek ijzersterk was. Zo speelde hij eens met een gebroken teen en zelfs een gebarsten kaakbeen. In een topper tegen Standard Luik trapte hij ooit zijn rechtstreekse tegenstander André Piters van het veld.
In 1961 vertrok de toen 28-jarige linksachter naar Eendracht Aalst, met wie hij meteen naar de tweede klasse degradeerde. Zijn carrière sloot hij in 1963 af bij Crossing Molenbeek.
Culot werd tussen 1957 en 1958 zes keer opgeroepen voor de nationale ploeg van België. Op 26 mei 1957 speelde hij tegen Roemenië zijn eerste interland. Het was toenmalig bondscoach André Vandeweyer die hem voor het eerst selecteerde. Op 5 juni 1957 speelde hij zijn tweede en laatste interland voor de nationale ploeg. Het ging om een WK-kwalificatiewedstrijd tegen IJsland. België won het duel overtuigend met 8-3.